# Мара (область)
Мара (англ. Mara) — одна из 30 областей Танзании. Имеет площадь 30 150 км², из которых 19 566 км² принадлежат к суше, по переписи 2012 года её население составило 1 743 830 человек. Административным центром области является город Мусома.

## География
Расположена на севере страны, граничит с Кенией и имеет выход к озеру Виктория. На территории области находится национальный парк Серенгети.

## Административное деление
Административно область разделена на 6 округов:
- Бунда
- Серенгети
- Тариме
- Рорья
- Мусома-город
- Мусома-село